# Raivuna fuscistigma
Raivuna fuscistigma är en insektsart som först beskrevs av Lethierry 1888.  Raivuna fuscistigma ingår i släktet Raivuna och familjen Dictyopharidae. Inga underarter finns listade i Catalogue of Life.